# Ruginoasa (Iași megye)
Ruginoasa település Romániában, Moldvában, Iași megyében.

## Fekvése
Szépvásártól 14 km-re keletre, a DN 28A jelű út mellett fekvő település.

## Története
A település nevezetességei közé tartoznak Alexandru Ioan Cruza fejedelem kastélyának maradványai (Ruinele palatului domnitorului Al. I. Cuza).
Ruginoasa temploma 1833-ban épült. A templom a letcani-i körtemplomhoz hasonló, klasszicista stílusban épült.
A 2002 évi népszámláláskor 6199 lakosából 6194 román, 2 magyar, 2 cigány volt. Ebből 6158 ortodox, 4 római katolikus és egyéb volt.